# Lasioglossum parvulinum
Lasioglossum parvulinum är en biart som först beskrevs av Cockerell 1939.  Lasioglossum parvulinum ingår i släktet smalbin, och familjen vägbin. Inga underarter finns listade i Catalogue of Life.